# اریک دیویس (بازیکن فوتبال، زاده ۱۹۳۲)
اریک دیویس (انگلیسی: Eric Davis; ۲۶ فوریهٔ ۱۹۳۲ – ژوئیه ۲۰۰۷ (aged 75)) بازیکن فوتبال اهل بریتانیا بود.
از باشگاه‌هایی که در آن بازی کرده‌است می‌توان به باشگاه فوتبال پلیموث آرگیل، باشگاه فوتبال اسکانتورپ یونایتد، باشگاه فوتبال اولدهام اتلتیک، و باشگاه فوتبال تاویستوک اشاره کرد.